# Окулярник сангезький
Окулярник сангезький (Zosterops nehrkorni) — вид горобцеподібних птахів родини окулярникових (Zosteropidae). Ендемік Індонезії. Вид названий на честь німецького орнітолога Адольфа Неркорна. Довгий час вважався підвидом золотогорлого окулярника.

## Опис
Довжина птаха становить 12 см. Верхня частина тіла оливіково-зелена. Гузка жовтувато-зелена, хвіст темно-зелений. Лоб чорний, навколо очей характерні білі кільця. Горло і нижні покривні пера хвоста жовтуваті. Нижня частина тіла білувата, боки сірі. Дзьоб і лапи оранжеві.

## Поширення і екологія
Сангезькі окулярники є ендеміками острова Сангіхе в провінції Північне Сулавесі. Вони живуть в гірських тропічних, переважно панданових лісах на висоті від 750 до 1000 м над рівнем моря.

## Поведінка
Сангезькі окулярники харчуються комахами і плодами.

## Збереження
МСОП класифікує цей вид як такий, що знаходиться на межі зникнення. Довгий час вид був відомий лише за типовими екземплярами, поки він не був повторно відкритий в 1996 році. Ареал сангезьких окулярників обмежений невеликою ділянкою, площею близько 8 км². За оцінками дослідників, популяція сангезьких окулярників нараховує менше 50 птахів.